# Mihail al II-lea Comnen Dukas
Mihail al II-lea Comnen Dukas, latinizat Comnenus Ducas (în greacă Μιχαήλ Β΄ Κομνηνός Δούκας, Mikhaēl II Komnēnos Doukas, n. 1205 – d. 1268, Despotatul Epirului), numit adesea Mihail Angelos în surse contemporane, a fost din 1230 până la moartea sa în 1266 sau 1268 conducătorul Despotatului Epirului, care a cuprins Epirul din nord-vestul Greciei, partea de vest a Macedoniei grecești și Tesalia precum și vestul Greciei până la sud până la Naupactus.

## Viață
Mihail a fost fiul nelegitim al lui Mihai I Comnen Dukas, fondatorul statului Epir. Istoricul Demetrios Polemis estimează că s-a născut în primii ani ai domniei tatălui său (1205-1215),  probabil în jurul anului 1206. La fel ca majoritatea membrilor familiei sale, descendenți ai familiei Angelos, el a preferat numele de familie „Dukas”, sau varianta „Comnen Dukas” (Κομνηνός ὁ Δούκας), dar este, de asemenea, menționat de istoricii bizantini contemporani lui ca „Angelos”.
După uciderea tatălui său în 1215 și urcarea pe tron a unchiului său Teodor Comnen Dukas, el a plecat în exil. Conform hagiografiei soției sale de mai târziu, Sf. Teodora de Arta, Teodor i-a trimis pe el și pe mama sa în exil în Peloponez. După înfrângerea și prinderea lui Teodor de către trupele lui Ioan Asan al II-lea al Bulgariei în bătălia de la Klokotnița, tronul din Salonic a fost ocupat de fratele lui Teodor, Manuel Comnen Dukas, care a reușit să scape de bulgari la Klokotnița. Statul său a fost redus la împrejurimile orașului, la teritoriile  familiei sale din Epir și Tesalia precum și Dyrrhachium și Corfu, în timp ce fratele său Constantin Comnen Dukas din Aetolia și Acarnania i-a recunoscut suzeranitatea. Fiind ginerele lui Ioan Asan, lui Manuel i s-a permis să-și păstreze autonomia internă, dar din toate punctele de vedere a fost un supus al țarului bulgar. Mihail a profitat de ocazie și s-a întors în Epir. Mihail a reușit rapid, aparent cu sprijinul populației locale, să preia controlul asupra țării. Manuel a fost forțat să recunoască fait accompli (faptul împlinit) sub prefăcătoria că Mihail a recunoscut suzeranitatea sa, în schimb Manuel i-a dat titlul de Despot. În realitate, Mihail a fost pe deplin independent și a încetat foarte repede să recunoască suzeranitatea lui Manuel; până în 1236, el a preluat Corfu. Mihail al II-lea a obținut sprijinul locuitorilor prin căsătoria cu Teodora Petraliphaina și a stabilit o relație strânsă cu Imperiul de la Niceea. În 1238, Mihail a fost vizitat de Patriarhul niceean Germanus al II-lea și în 1249 a primit titlul de despot din partea împăratului Ioan al III-lea Ducas Vatatzes.
În 1237, Teodor a fost eliberat de Ioan Asan al II-lea, care s-a căsătorit cu fiica sa, Irene Komnene Doukaina. Teodor s-a întors la Salonic, unde l-a detronat cu ușurință pe fratele său Manuel și l-a pus pe tron ca împărat pe fiul său Ioan Comnen Dukas (fără o ceremonie de încoronare), dar Teodor a rămas adevăratul conducător al imperiului în numele fiului său.   Manuel a fost trimis în exil, dar în 1239 s-a reîntors cu ajutor niceean în încercarea de a prelua înapoi Salonicul. În acest eveniment, s-a ajuns la o înțelegere privind împărțirea bunurilor familiei: Teodor și Ioan au păstrat controlul Salonicului, în timp ce Manuel a primit Tesalia. Mihail aflat în Epir nu a luat parte la înțelegerea unchilor săi și a continuat să-și urmeze propriile politici în mod independent. În acest context, el a trimis un sol împăratului german Frederic al II-lea Hohenstaufen în decembrie 1239, probabil pentru a cere ajutor împotriva unchilor săi. În 1241 Manuel a murit, iar Mihail și-a mutat rapid trupele pentru a ocupa Tesalia înainte ca oricare dintre unchii săi rămași în viață să poată reacționa. Relațiile lui Mihail al II-lea cu Imperiul de la Niceea i-au asigurat neutralitatea în timpul conflictului în care Ioan al III-lea Ducas Vatatzes a cucerit Salonicul și a pătruns în nordul Greciei în 1244–1246.
În toamna anului 1246, Ioan al III-lea Ducas Vatațis a profitat de urcarea pe tronul bulgar a minorului Mihail al II-lea Asan (domnie 1246–1257) pentru a-i ataca țara. În trei luni, a cucerit cea mai mare parte a Traciei și tot estul și nordul Macedoniei. Mihail al II-lea a profitat de ocazie pentru a se extinde în Albania și nord-vestul Macedoniei. La sfârșitul acestei campanii, Vatatzes a pornit împotriva Salonicului, pe care l-a cucerit cu ajutorul conspiratorilor din interiorul orașului. Demetrios Angelos Dukas, care a condus orașul după moartea fratelui său mai mare Ioan în 1244, a fost capturat și exilat în Bitinia, în timp ce Salonicul și toată Macedonia au fost puse sub guvernarea lui Andronikos Palaiologos.
După Salonic, Vatatzes s-a îndreptat către Epir, oferindu-i lui Mihai II o alianță prin căsătoria fiului cel mare al lui Mihai, Nikeforos, cu propria sa nepoată Maria. Oferta a fost acceptată cu entuziasm de soția lui Mihail, Teodora Petraliphaina, care l-a luat pe Nikeforos cu ea și s-a dus să se întâlnească cu Vatatzes la Pegae. Acolo tânărul cuplu s-a logodit și o căsătorie a fost aranjată pentru anul următor, înainte ca Teodora și Nikephoros să se întoarcă la Arta.
În timp ce soția sa a susținut o alianță strânsă cu Niceea, Mihail a rămas ambivalent, deoarece nu abandonase ambițiile familiei sale. Istoricii pro-niceeni consideră această poziție un indiciu al propriei sale neîncrederi, dar un factor major a fost influența unchiului său, Teodor, care a rămas în siguranță în cetatea sa Vodena (Edessa). Cu fiii săi ieșiți din calcule, Teodor s-a îndreptat către singurul membru supraviețuitor al familiei sale care ar putea revendica Salonicul și ar putea împiedica planurile Niceei, mai ales că Vatatzes, care nu avea amenințări la celelalte frontiere ale sale, se mobiliza pentru a cuceri Constantinopolul. Împreună, Mihail și unchiul său au planificat și au lansat un atac brusc asupra Salonicului în primăvara anului 1251. Orașul a rezistat cu succes, iar în primăvara anului viitor Vatatzes a trecut din nou în Europa. Mihail și Teodor s-au retras spre nord, unde au cucerit Prilep și Veles, iar când au primit vești despre sosirea lui Vatatzes, s-au retras în Epir prin Kastoria. Vatatzes a asediat și a capturat Vodena și a cucerit Kastoria și Deabolis (Devol) în iarna anului 1252/53, dar curând s-a împotmolit în lupte de hărțuială în regiunea Kastoria. Lucrurile au avansat abia după ce doi generali epiroți, Ioan Glabas și cumnatul lui Mihail Teodor Petralifas, au dezertat din tabăra niceenilor, urmați la scurt timp de conducătorul din Kruja, Golem. Acest lucru l-a forțat pe Mihai să se împace cu Vatatzes, trimițându-i la negocieri pe mitropolitul din Naupaktos, Ioan Xeros, pe cumnatul său Constantin Maliasenos și pe un anume Lambetes. Tratatul, încheiat la Larisa, a prevăzut că Mihail va ceda nu numai cetățile pe care le-a capturat recent, dar și toate ținuturile rămase în Macedonia, în timp ce Kruja va intra sub stăpânirea lui Vatatzes. Mihai a primit din nou titlul de Despot de la Vatatzes și alianța de căsătorie a fost reconfirmată, dar Nikeforos a fost dus la Niceea ca ostatic pentru comportamentul tatălui său. Mai mult, Vatatzes a cerut în mod explicit predarea lui Teodor. În timp ce Nikeforos a primit titlul de Despot și i s-a permis curând să se întoarcă în Epir, Teodor a fost dus ca prizonier în Asia Mică, unde a murit la scurt timp, în cca. 1253.
Când a fost forțat să predea Dyrrhachium și Servia niceenilor în 1256, Mihai a hotărât din nou să-și extindă statul pe seama Imperiului de la Nicea. Cu toate acestea, în timp ce înainta spre Salonic, regele Manfred al Siciliei a cucerit Dyrrhachium și împrejurimile sale. Hotărât să cucerească Salonicul, Mihail s-a împăcat cu Manfred și a trimis-o pe fiica sa ca soție, cedând orașele pierdute și insula Corfu ca zestre. De asemenea, a încheiat o alianță cu prințul William al II-lea de Villehardouin din Principatul Ahaia (Moreea).
Trupele numeroase ale celor trei aliați au ocupat posesiunile niceene din Macedonia și, în 1259, s-au pregătit să lupte cu armata niceană condusă de Ioan Paleologul, un frate al împăratului Mihail al VIII-lea Paleologul, pe câmpia Pelagoniei. Cu toate acestea, operațiunea aliaților a fost compromisă de suspiciunea reciprocă, iar fiul ilegitim al lui Mihail, Ioan Ducas, a dezertat și s-a alăturat inamicului, în timp ce Mihail însuși și-a abandonat aliații. Niceenii au provocat o înfrângere zdrobitoare prințului William de Villehardouin, care a fost prins în timpul luptei. În timp ce Mihai a fugit în Insulele Ionice, niceenii au ocupat Epirul, dar s-au confruntat cu o rezistență atât de mare încât au fost forțați să se retragă. Mihail și-a recuperat domeniile cu ajutorul lui Manfred. După mai multe războaie, victoria bizantină din 1264 l-a obligat să accepte suzeranitatea nominală a lui Mihail al VIII-lea Paleologul și să întărească legătura cu acesta prin căsătorii dinastice. Când Mihail al II-lea a murit în sau puțin înainte de anul 1268, domeniile sale au fost împărțite între fiii săi Nikeforos I Comnen Ducas al Epirului și Ioan I Ducas al Tesaliei.

## Familie
Prin căsătoria sa cu Teodora Petraliphaina (Sf. Teodora din Arta), Mihail al II-lea a avut mai mulți copii, printre care:
- Nikeforos I Comnen Dukas, care l-a succedat la conducerea Epirului
- Ioan Dukas, ostatic al Constantinopolului
- Demetrios (redenumit Mihail) Dukas Komnenos, supranumit Koutroules
- Helena Angelina Doukaina, care s-a căsătorit cu regele Manfred al Siciliei
- Anna Komnene Doukaina, care s-a căsătorit cu prințul William al II-lea de Villehardouin din Acheea și după moartea acestuia cu Nicolae al II-lea de St Omer, conducătorul Tebei.

De la o amantă, probabil o femeie nenumită a familiei Gangrenos consemnată în hagiografia lui Teodora, Mihail al II-lea a avut cel puțin alți doi fii:
- Ioan I Dukas, care l-a succedat la conducerea Tesaliei și pare să fi fost cel mai mare dintre copiii săi
- Teodor Dukas